# Соломон Франкфурт
Соломон Львович (Шоломон Меїрович) Франкфурт (* 1866, м. Вільно (нині — Вільнюс, Литва) — † 18 листопада 1954, м. Йонкерс, штат Нью-Йорк, США) — видатний учений-агробіолог, один з організаторів сільськогосподарської дослідницької справи в Україні та Росії, державний діяч, дипломат у часи українських революцій та один з дієвих організаторів академічної науки в Україні, професор.

## Біографія
Народився Шоломон (Шлім) Меїрович Франкфурт 1866 р. у м. Вільно. Батько — Лайба Меїр Франкфурт.
Вищу спеціальну природознавчу освіту здобув у Цюріхському університеті, одержавши ступінь доктора.
1895 повернувся до Росії і 1896 захищає в Імператорському Московському університеті дисертацію на здобуття наукового ступеня магістра агрономії на тему: «Про фізіологічну роль деяких складових частин насіння».
1898 — стає співробітником сільськогосподарської хімічної лабораторії Департаменту землеробства Міністерства землеробства і державних маєтностей при Імператорському Лісовому інституті, що фактично стала методичним центром вивчення хімії ґрунтів у країні. Працюючи тут, С. Франкфурт розробляє спеціальну програму першої в країні мережі географічних дослідів з удобрення, яку реалізує саме на українських землях упродовж 1901—1917 рр.
1901 — переїжджає до Києва, де очолює агрохімічну (насіннєву) лабораторію Південноросійського товариства заохочення землеробства і сільської промисловості.
1917 — увійшов до Тимчасового уряду О. Керенського як уповноважений Міністерства землеробства в Україні.
18 листопада 1954 — помер у віці 88 років під час відпочинку в санаторії Saw Mill River у місті Йонкерс, штат Нью-Йорк, США, де й похований. У вченого залишилося двоє синів, Марк і Борис, і дві доньки, Лідія і Дженні.

## Наукова діяльність
Соломон Франкфурт був серед 36 засновників першого вітчизняного спеціалізованого наукового товариства — Київського агрономічного (створеного1909 року), засновник Київського обласного союзу хіміків (1917), член правління Союзу промисловості, торгівлі, фінансів та сільського господарства (1918), товариш міністра земельних справ Української Держави (1918), голова Сільськогосподарського наукового комітету України (1919—1920), завідувач селекційно-насіннєвим відділом Головцукру (1920). На пропозицію В. І. Вернадського брав участь в заснуванні Української Академії Наук.
Був одним з найкращих і найбільш компетентних популяризаторів культури цукрового буряка в Російській імперії шляхом серії авторських науково-популярних книг.
Соломон Франкфурт — автор понад 100 наукових і науково-популярних праць. Під керівництвом вченого створено мережу польових досліджень, на основі їх відпрацював оптимальну технологію вирощування цукрового буряка і запропонував раціональні підходи відносно його промислової переробки. 9 грудня 1909 р. вчений організував Центральну дослідницьку станцію з культури цукрового буряка, напрацював її першу програму. Свою діяльність ця установа у вигляді Мироновської дослідницької та селекційної станції (нині Миронівський інститут пшениці ім. В. М. Ремесла НААН) розпочала з 1912 р.; вчений очолював її протягом 1918—1919 рр.
Створив у Києві одну з найкращих в Росії агрохімічних та контрольно-насіннєвих лабораторій (1903). Згодом на її основі був створений нинішній Національний науковий центр «Інститут землеробства Національної академії аграрних наук».